# 수원 한국전력 빅스톰
수원 한국전력 빅스톰(Suwon KEPCO Vixtorm Volleyball Team)은 대한민국에서 가장 오랜 역사를 가진 남자 배구단으로 1945년 11월에 창단했다. 프로 배구 V리그에 참가하고 있으며, 연고지는 경기도 수원시이고 홈 경기장은 수원실내체육관이다.

## 역사

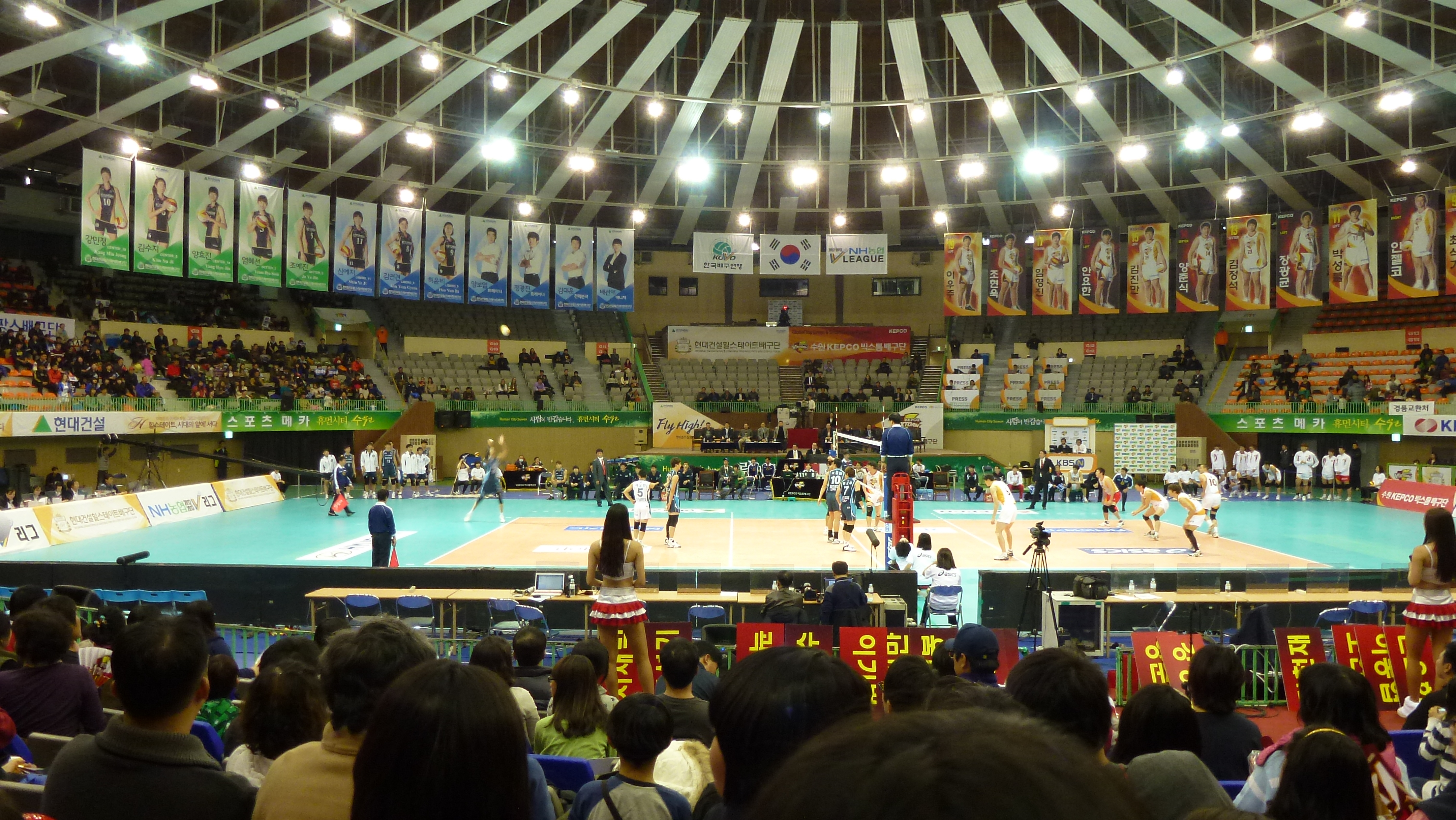
KEPCO 시절의 V리그 경기 모습

1945년 11월에 남선전기 배구부로 창단하였다. 경성전기, 조선전업, 남선전기가 통합되어 1961년 7월 한국전력주식회사로 새로 출범하면서 구단명칭을 한국전력 배구단으로 개칭하여 각종 실업 배구대회에 참가하였으며, 1963년 제1회 전국 남녀실업연맹전 우승, 2005년과 2006년 전국체전 연속 1위 등 명문 구단으로 성과를 거두었다.
프로 배구가 출범한 2005년부터 상무와 함께 초청 팀으로 리그에 참가하다가, 2008년 1월 31일에 한국배구연맹(KOVO)에 준회원으로 가입하고 경기도 수원시를 연고로 프로팀으로 전환하였다. 당시 팀 이름은 사내 공모 및 외부 전문가 심사를 거쳐 수원 KEPCO 45로 정하였는데, '45'는 배구단의 창단 연도인 1945년을 뜻하였다. 그러나 '45'가 지닌 의미의 전달이 어렵고 과거지향적이라는 이유로 2012년 10월에 KEPCO Vixtorm(Victory+Strom)으로 바꾸었다.
V-리그 2010-11 시즌까지는 부진한 성적을 내다가, V-리그 2011-12 시즌에 신춘삼이 감독으로 부임하고 외국인 선수 안젤코를 영입하여 시즌 초반에 좋은 경기력을 보였다. 그러나, 2012년 2월에 드러난 V-리그 2009-10 시즌 당시의 승부조작 사건에 주전급을 포함한 여러 선수들이 가담한 것이 확인되어 제명 및 퇴출함으로써 팀 전력에 큰 누수가 생긴 가운데 간신히 포스트 시즌에 처음으로 진출했다. 안젤코가 트리플 크라운을 기록하는 등 맹활약을 펼쳤으나, 팀은 3전 2선승제인 준 플레이오프에서 천안 현대캐피탈 스카이워커스에 2패의 성적을 거두는데 그쳤다. 충격적인 전력 누수에 비해 전력 보강이 잘 이루어지지 않아 그 다음 시즌인 V-리그 2012-13 시즌에서는 연패를 거듭하였고, 결국 신춘삼 감독이 시즌 중 물러나게 되었다. 해당 시즌을 2승 28패라는 충격적인 결과로 마친 후, 한국전력의 레전드 세터 출신이자 인천 대한항공 점보스에서 물러난 신영철이 후임 감독으로 부임했다.
2013 KOVO컵 대회가 끝난 후, 2013년 11월 5일에 영문 약칭인 'KEPCO'를 한글 표기인 '한국전력'으로 바꾸어 수원 한국전력 빅스톰으로 구단명을 변경하였다.

## 통산 기록
| 수원 한국전력 빅스톰 | 수원 한국전력 빅스톰 | 수원 한국전력 빅스톰 | 수원 한국전력 빅스톰 | 수원 한국전력 빅스톰 | 수원 한국전력 빅스톰 | 수원 한국전력 빅스톰 |
| 연도                 | 정규 순위            | 포스트 시즌          | 경기수               | 승                   | 패                   | 승점                 |
| -------------------- | -------------------- | -------------------- | -------------------- | -------------------- | -------------------- | -------------------- |
| 2005                 | 5                    | 진출 실패            | 20                   | 6                    | 14                   | 26                   |
| 2005–06              | 6                    | 진출 실패            | 35                   | 3                    | 32                   | 3                    |
| 2006–07              | 5                    | 진출 실패            | 30                   | 6                    | 24                   | 6                    |
| 2007–08              | 6                    | 진출 실패            | 35                   | 4                    | 31                   | 4                    |
| 2008–09              | 6                    | 진출 실패            | 35                   | 4                    | 31                   | 4                    |
| 2009–10              | 6                    | 진출 실패            | 36                   | 8                    | 28                   | 8                    |
| 2010–11              | 5                    | 진출 실패            | 30                   | 10                   | 20                   | 10                   |
| 2011–12              | 4                    | 준플레이오프         | 36                   | 18                   | 18                   | 52                   |
| 2012–13              | 6                    | 진출 실패            | 30                   | 2                    | 28                   | 7                    |
| 2013–14              | 7                    | 진출 실패            | 30                   | 7                    | 23                   | 24                   |
| 2014–15              | 3                    | 플레이오프           | 36                   | 23                   | 13                   | 65                   |
| 2015–16              | 5                    | 진출 실패            | 36                   | 14                   | 22                   | 47                   |
| 2016–17              | 3                    | 플레이오프           | 36                   | 22                   | 14                   | 62                   |
| 2017–18              | 5                    | 진출 실패            | 36                   | 17                   | 19                   | 54                   |
| 2018–19              | 7                    | 진출 실패            | 36                   | 4                    | 32                   | 19                   |
| 2019–20              | 7                    | 진출 실패            | 32                   | 6                    | 26                   | 24                   |
| 2020–21              | 5                    | 진출 실패            | 36                   | 18                   | 18                   | 55                   |
| 2021–22              | 4                    | 플레이오프           | 36                   | 20                   | 16                   | 56                   |
| 2022–23              | 4                    | 플레이오프           | 36                   | 17                   | 19                   | 53                   |
| 2023–24              | 5                    | 진출 실패            | 36                   | 18                   | 18                   | 53                   |
| 2024–25              | 6                    | 진출 실패            | 36                   | 13                   | 23                   | 35                   |

## 응원단
- 아나운서 : 전성현
- 응원단장 : 홍창화
- 치어리더 : 김지혜, 김현지, 유수아, 이다혜, 이이슬, 임혜진, 장은송, 정가예, 한유진